# 1753

## أحداث
- تأسيس مدينة كاسابلانكا وتقع حاليا في تشيلي.
- تأسيس مدينة عليكره وتقع حاليا في الهند.

## مواليد
- أحمد بن زين الدين الأحسائي
- الجنرال كليبر
- بنيامين طومسون
- وليام جونز

## وفيات
- يوهان بالتازار نويمان
- محمد بن عبد الله معن الأندلسي